# 中华神盾
中华神盾被用来称呼装备有中国自行研发的數位化艦載作戰系統的中國人民解放軍海軍驱逐舰，其设计理念来源于美国的神盾戰鬥系統海基版：
- 055型驱逐舰[1]
- 052D型驱逐舰[1][2][3]
- 052C型驱逐舰[1][4][5][6]
- 051C型驱逐舰（又称“中华俄式神盾”）

## 圖片

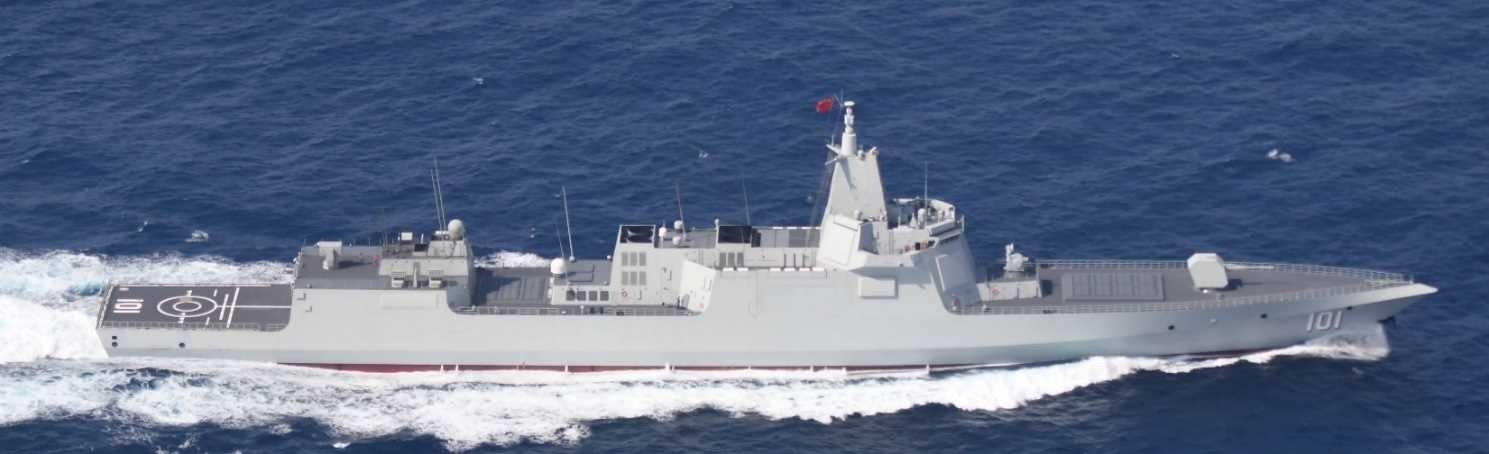
055型驅逐艦
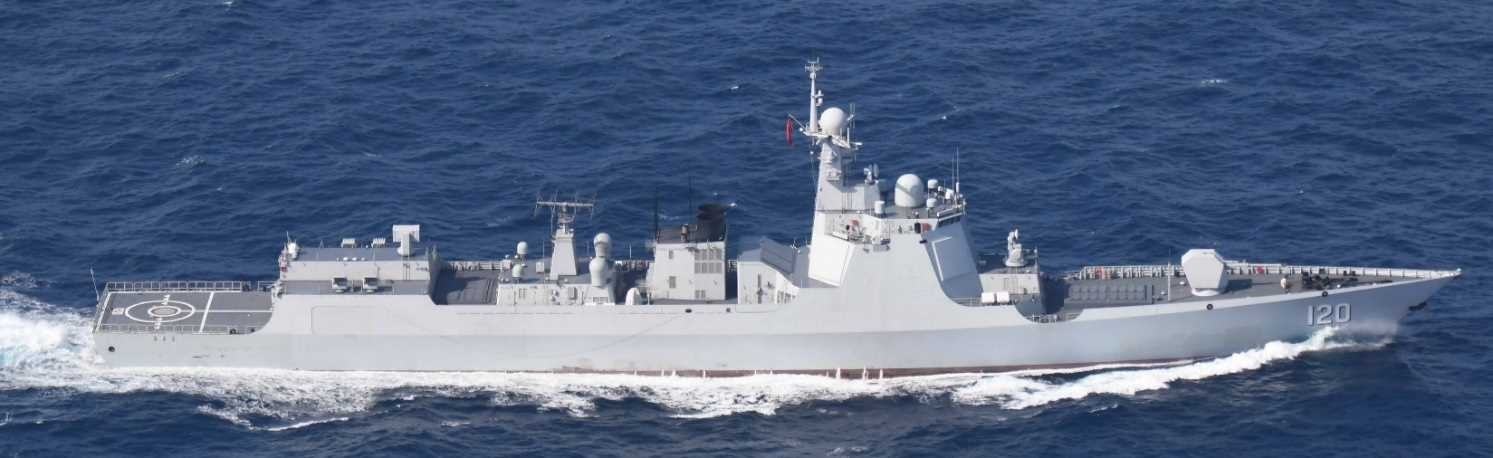
052D型驅逐艦
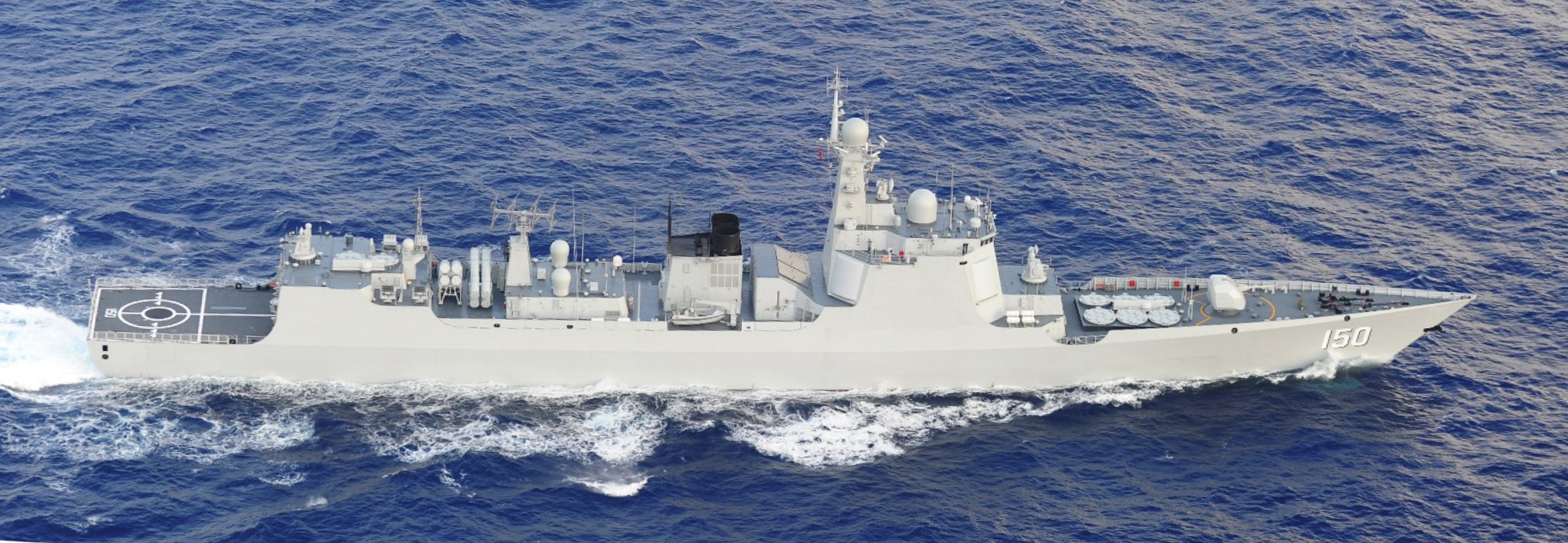
052C型驅逐艦
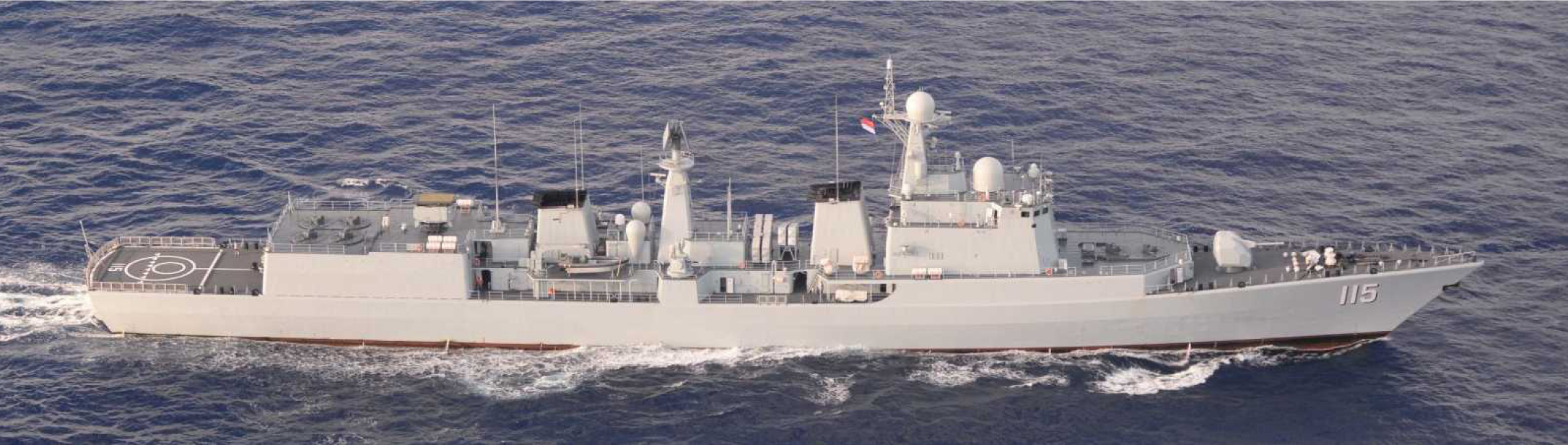
051C型驅逐艦